# やなせなつみ
やなせ なつみ（本名：柳瀬 洋美（やなせ ひろみ）、1971年5月10日- ）は、日本の女性声優、シナリオライター、作詞家。旧芸名：柳瀬 なつみ、及び本名の柳瀬洋美でも活動。

## 来歴・人物
関東国際高等学校を経て産業能率短期大学卒業。
東京宝映→青二塾日曜生11期卒業→青二塾本科13期卒業→青二プロダクション→フリー→81プロデュースを経て、2005年8月よりフリー。
別名義（水城 ゆう）でシナリオライター、作詞、ディレクションなども行う。

## 出演
太字はメインキャラクター。

### テレビアニメ
1993年
- うちのショコラ（アイコ）
- GS美神（女性）

1994年
- 蒼き伝説シュート!（女の子B）
- ツヨシしっかりしなさい（乗客B）

1995年
- キテレツ大百科（1995年 - 1996年、坂本あんず、坂本くるみ、上原友紀〈代役〉、女の子、若い女、ミナト、客）
- 空想科学世界ガリバーボーイ（女の子、子供、泣き女）
- ロミオの青い空（マリオ、少女A）

1996年
- 逮捕しちゃうぞ（勝井祈子）
- ドラゴンボールGT（パレス）

1998年
- Only You ビバ!キャバクラ（ちあき 他）
- クレヨンしんちゃん（さりな）
- センチメンタルジャーニー（彩花）
- 聖ルミナス女学院（雅美）
- DTエイトロン（ディアナ）

2001年
- 花右京メイド隊（森野ユキ）
- 名探偵コナン（乗務員B）

2003年
- わがまま☆フェアリー ミルモでポン!（ポンタ）

2005年
- ラムネ（石和多恵）

2006年
- Soul Link（稲月ななみ）

2007年
- ef - a tale of memories. / ef - a tale of melodies.（2007年 - 2008年、新藤千尋、予告ナレーション#10） - 2シリーズ
- D.C.II 〜ダ・カーポII〜（2007年 - 2008年、花咲茜） - 2シリーズ

2008年
- 恋姫†無双 シリーズ（2008年 - 2010年、陸遜） - 2シリーズ

2011年
- 真剣で私に恋しなさい!!（板垣辰子）

2012年
- リトルバスターズ!（2012年 - 2013年、神北小毬） - 2シリーズ

2014年
- グリザイアシリーズ（2014年 - 2015年、橘千鶴） - 2シリーズ+特別編

2021年
- かぎなど（2021年 - 2022年、神北小毬） - 2シリーズ

### 劇場アニメ
- 劇場版 クドわふたー（2021年、神北小毬[9]）

### OVA
1996年
- お嬢様捜査網（竜崎陽子）

1999年
- ツインビーPARADISE（マリ）

2000年
- ファーストKiss☆物語 〜Kissからはじまる物語〜（織倉香奈）

2002年
- ゲートキーパーズ21（女神）

2006年
- _summer（波多野小奈美）

2009年
- 恋姫†無双 OVAシリーズ（2009年 - 2011年、陸遜） - 3作品

2014年
- リトルバスターズ! EX（神北小毬）

### ゲーム
1995年
- ロゴスパニック ごあいさつ
- 同級生（桜木京子）
- プライベート・アイ・ドル（園木葉）
- プリント倶楽部（メッセージ音声）
- レッスルエンジェルス DOUBLE IMPACT 団体経営編＆新人デビュー編（藤島瞳、渡辺智実、北都ひろみ、アリス・スミルノフ）

1996年
- 同級生 〜if〜（桜木京子）
- 闘神伝3（スイレイ）
- メルティランサー 銀河少女警察2086（フラウベル）

1997年
- 恐怖新聞（小泉香具耶）
- ドラゴンナイト4（ネレイド）※PS版
- はたらく☆少女 てきぱきワーキン♥ラブ（オルリン・ヒカル・モスデューク）

1998年
- お嬢様特急（松浦愛）
- シャイニング・フォースIII シナリオ3 氷壁の邪神宮（グラシア）
- バトルトライスト
- ファーストKiss☆物語（織倉香奈）
  - ヒューネックスファイターズ'98（織倉香奈） - 『ファーストKiss☆物語』付属ミニゲーム。

1999年
- エスピオネージェンツ（クレオパトラ）
- ヴァルキリープロファイル（那々美）
- 奏（騒）楽都市OSAKA（九条句刻）
- LOVE&DESTROY（ルル）

2000年
- いくぜ!温泉卓球!!（四方堂いつみ）
- SIMPLE1500シリーズ Vol.36 THE 恋愛シミュレーション〜夏色セレブレーション〜（京野夕凪）
- トリコロールクライシス（ユノ・クレセント）

2001年
- あしたのジョー 闘打〜タイピング泪橋〜（白木葉子）
- スカイガンナー（プーレ）
- タンタンの冒険旅行（タンタン）
- プリズムパレット（大倉紅葉）
- RASETSU 羅刹 / RASETSU Xan 羅刹・斬（2001年 - 2002年、ルナ） - 2作品

2002年
- どきどきアイドルスターシーカーRemix（紫村優衣）
- ファーストKiss☆物語II 〜あなたがいるから〜（ミキ / 水岐なつみ、織倉香奈）
- フーリガン〜君のなかの勇気〜（天羽悠紀）
- Braveknight 〜リーヴェラント英雄伝〜（ソフィア＝ラディス）

2003年
- グリーングリーン〜鐘ノ音ロマンティック〜（山咲枝理）
- 大正もののけ異聞録（鈴音）

2004年
- イリスのアトリエ エターナルマナ（ノルン）
- こころの扉（初瀬真由子）
- 想瞬譜（西条志乃）
- てのひらを、たいように〜永久の絆〜（夏森永久）
- Sequence Palladium 3 泡沫の天地（ヴェルペイア＝フィーフィア）

2005年
- イリスのアトリエ エターナルマナ2（フィー）
- Twelve〜戦国封神伝〜（ユキ）
- Like Life an hour（碓井祥子、高坂浄、篝）
- ラムネ〜ガラスびんに映る海〜（石和多恵）

2006年
- I/O（2006年 - 2008年、エア） - 2作品
- イリスのアトリエ グランファンタズム（ネル・エルエス）
- ヴァルキリープロファイル レナス（那々美）
- 戦国キャノン
- Soul Link EXTENSION（稲月ななみ）
- タンクビート（レマージュ・イア・ティグリス）
- はるのあしおと -Step of Spring-（楓ゆづき）
- Riviera 〜約束の地リヴィエラ〜（フィア）

2007年
- きると 貴方と紡ぐ夢と恋のドレス（シア）
- narcissu SIDE 2nd（姫子）
- リトルバスターズ!（神北小毬）

2008年
- 恋姫†夢想 〜ドキッ☆乙女だらけの三国志演義〜（陸遜）
- Scarlett 〜日常の境界線〜（葉山美月）
- D.C.II P.S. 〜ダ・カーポII〜 プラスシチュエーション（花咲茜）

2009年
- L2 Love×Loop（かごめ）
- Sweet HoneyComing（雷堂苺、多賀谷護）
- ラジルギノア（守草シズル）
- 桃華月憚 -光風の陵王-（上遠野梨恵、謎の占い師）
- リトルバスターズ! Converted Edition（神北小毬）

2010年
- ef - a fairy tale of the two.（新藤千尋）
- 真・恋姫†夢想〜乙女繚乱☆三国志演義〜 呉編（陸遜）
- さくらさくら -HARU URARA-（桜菜々子）
- スズノネセブン! 〜Rebirth knot〜（代官山桃子）
- 花と乙女に祝福を〜春風の贈り物〜（2010年 - 2011年、月丘晶子、月丘彰） - 2作品

2012年
- 圧倒的遊戯 ムゲンソウルズ（シュシュ・インフィニット〈天然、ドS〉）
- あまつみそらに! 雲のはたてに（吉野川姫）
- 真剣で私に恋しなさい!!R（板垣辰子）
- ゲーセンラブ。〜プラス ペンゴ!〜（『アクション技能検定』2Pキャラクター）
- リトルバスターズ! PERFECT EDITION（神北小毬）

2013年
- グリザイアの果実 -LE FRUIT DE LA GRISAIA-（橘千鶴）
- 難攻不落三国伝 〜蜀と時の銅雀〜（劉備）
- 嫁コレ（神北小毬）

2014年
- IslandDays（桂心）
- グリザイアの迷宮 -LE LABYRINTHE DE LA GRISAIA-（橘千鶴）
- グリザイアの楽園 -LE EDEN DE LA GRISAIA-（橘千鶴）

2015年
- 雷子（劉備）

2016年
- Strawberry Nauts -ストロベリーノーツ-（上級生女子C）
- 果つることなき未来ヨリ（エレノア・ザッハ）

2017年
- Rewrite IgnisMemoria（神北小毬）

2018年
- ワールドクロスサーガ -時と少女と鏡の扉-（サクヤヒメ、トランプ兵）

2019年
- ネルケと伝説の錬金術士たち 〜新たな大地のアトリエ〜（ノルン）

2020年
- モエ ニンジャ ガールズ RPG（京極和歌）
- セブンズストーリー（神北小毬）
- クリミナルガールズX（マヨイ&ヒヨリ、ミキモト）

### Web音声ドラマ
- I/O drama bonustracks「Danse Chasma」（2006年、エア）

### ドラマCD
1993年
- ツインビーPARADISE 1 - 3（1993年 - 1996年、マリ）

1994年
- 國府田マリ子のRadio Canvas

1998年
- ドラマCD ファーストKiss☆物語 ファーストエピソード〜織倉香奈〜（織倉香奈）

1999年
- ツインビーPARADISE'99（マリ）

2001年
- テイルズ オブ ファンタジア なりきりダンジョン -太陽の章-（メル）
- テイルズ オブ ファンタジア なりきりダンジョン -月の章-（メル）

2005年
- Soul Link Drama Album / The Animation Mission 01 - 04（2005年 - 2006年、稲月ななみ）

2006年
- OVA「_summer」ドラマCD プロローグ編（波多野小奈美）
- I/O drama CD Overbrowse Damsel（エア）
- ナルキッソス ドラマCD（姫子）

2008年
- D.C.II S.S. 〜ダ・カーポII セカンドシーズン〜「聖夜のミスコン大騒動!」（花咲茜）

2010年
- 真剣で私に恋しなさい! ドラマCD Vol.4（板垣辰子）

2012年
- 月虹歌劇団 1st Stage 空

### 吹き替え
- スクービー・ドゥーのゾンビ島（リナ）

### ラジオ
※はインターネット配信。
- 天才!早耳ラジオ君[日]〜ゲーム&ファンタジー倶楽部（CS-PCM・Z-SKY 4） - アシスタント
- の〜みそこねこねラジオコンパイル（1995年 - 1997年）
- ファンタジーワールド[木]ドラゴンアワー（1996年 - ？、TBSラジオ）
- 天羽姉妹のスパッと成敗してあ・げ・る!（2002年、声優Wave）
- サクラサク 春うらら・じ・お（2010年 - ？、マリン・エンタテインメントHP内※）

#### ラジオドラマ
- タイム・リープ あしたはきのう（1996年、若松美幸）

### ラジオCD
- 真・ラジオ恋姫†無双 再編集版 Vol.04（2011年）
- ★開運★し・ま・しょ♪（2012年）
- 恐怖と笑いの限界値（2012年）
- MiMiRu-☆らじおS&R総集編
- ラジオ収録ごっこ、じゃなくて、ホント!!（2013年）
- ユニット仲良く数珠つなぎ（2015年）

## ディスコグラフィ

### 企画CD
| 枚  | 発売日 | タイトル                       | 規格品番 |
| --- | ------ | ------------------------------ | -------- |
| 1st | 2012年 | Sincerely 〜Friends〜          |          |
| 2nd | 2013年 | Sincerely Vol.2 〜小さな相棒〜 |          |
| 3rd | 2014年 | Sincerely3 〜Dreams〜          |          |
| 4th | 2015年 | Sincerely IV トキメキ          |          |

### キャラクターソング
| 発売日   | 商品名                                                           | 歌 | 楽曲                                                         | 備考                                                             |
| 1996年   | 1996年                                                           | 1996年 | 1996年                                                       | 1996年                                                           |
| -------- | ---------------------------------------------------------------- | --- | ------------------------------------------------------------ | ---------------------------------------------------------------- |
| 4月24日  | 恋の捜査網                                                       | Virgo | 「恋の捜査網」                                               | OVA『お嬢様捜査網』主題歌                                        |
| 4月24日  | 恋の捜査網                                                       | Virgo | 「恋はいつもBeautiful」                                      | OVA『お嬢様捜査』エンディングテーマ                              |
| 1998年   |                                                                  | |                                                              |                                                                  |
| 6月17日  | ファーストKiss☆物語（PCCB-00321）                                | 柳瀬なつみ、中島えりな                                                                                               | 「君のファーストキッス」                                     | ゲーム『ファーストKiss☆物語』関連曲                              |
| 6月17日  | ファーストKiss☆物語（PCCB-00321）                                | 大野まりな、古山あゆみ、柳瀬なつみ、水橋かおり                                                                       | 「TOMORROW」                                                 | ゲーム『ファーストKiss☆物語』エンディングテーマ                  |
| 1999年   |                                                                  | |                                                              |                                                                  |
| 1月17日  | ファーストKiss☆物語 イメージソングbook                           | 織倉香奈（柳瀬なつみ）                                                                                               | 「花の香りに包まれて」                                       | ゲーム『ファーストKiss☆物語』関連曲                              |
| 2000年   |                                                                  | |                                                              |                                                                  |
| 2月14日  | ファーストKiss☆物語〜Kissからはじまる物語〜 Valentine Special CD | 織倉香奈（柳瀬なつみ）                                                                                               | 「Believe in Love」                                          | OVA『ファーストKiss☆物語 〜Kissからはじまる物語〜』テーマソング  |
| 2003年   |                                                                  | |                                                              |                                                                  |
| 12月3日  | Sweet Melody〜Girls Song Collection Vol.2〜                      | 水岐なつみ（柳瀬なつみ）                                                                                             | 「真実のKiss」                                               | ゲーム『ファーストKiss☆物語II 〜あなたがいるから〜』関連曲       |
| 2005年   |                                                                  | |                                                              |                                                                  |
| 5月25日  | Soul Link Character Vocal Album                                  | 稲月ななみ（柳瀬なつみ）                                                                                             | 「Chocolate Party!」                                         | ゲーム『Soul Link』関連曲                                        |
| 2006年   |                                                                  | |                                                              |                                                                  |
| 4月23日  | ラムネ Characters Collection Vol.4 石和多恵                      | 石和多恵（柳瀬なつみ）                                                                                               | 「瞳サンシャイン」                                           | テレビアニメ『ラムネ』関連曲                                     |
| 8月23日  | Soul Link The Animation Mission 04                               | 稲月ななみ（柳瀬なつみ）                                                                                             | 「happy morning」                                            | テレビアニメ『Soul Link』関連曲                                  |
| 2007年   |                                                                  | |                                                              |                                                                  |
| 12月25日 | ef-a tale of memories. ENDING THEME 〜Andante by Chihiro Shindou | 新藤千尋（やなせなつみ）                                                                                             | 「空の夢」                                                   | テレビアニメ『ef - a tale of memories.』エンディングテーマ       |
| 12月25日 | ef-a tale of memories. ENDING THEME 〜Andante by Chihiro Shindou | 新藤千尋（やなせなつみ）                                                                                             | 「空の夢（Re-mix ver.）」 「euphoric field（Chihiro ver.）」 |                                                                  |
| 2009年   |                                                                  | |                                                              |                                                                  |
| 2月27日  | ef - a tale of melodies. ORIGINAL SOUNDTRACK 2 〜felice〜        | 羽山ミズキ（後藤麻衣）、雨宮優子（中島裕美子）、宮村みやこ（田口宏子）、新藤景（岡田純子）、新藤千尋（やなせなつみ） | 「ever forever」                                             | テレビアニメ『ef - a tale of melodies.』最終話エンディングテーマ |
| 2012年   |                                                                  | |                                                              |                                                                  |
| 8月11日  | 月虹歌劇団 1st Stage 空                                          | 月虹歌劇団（梅原千尋、加澄もも、鳴海エリカ、比嘉建子、友永朱音、廣田詩夢、やなせなつみ）                             | 「」                                                         |                                                                  |

## その他
- Raphael・華月『forever and ever.....』（ナレーション）
- 有限会社だいだい わが子に教えられる算数（稲葉美緒）
- ファーストKiss☆物語II 〜あなたがいるから〜（シナリオ・水城ゆう名義）
- Sweet Melody 〜Girls Song Collection Vol.2〜 ｢真実（ホントウ）のKiss｣（共同作詞・水城ゆう名義）
- REMASTERED TRACKS ROCKMAN ZERO Physis ｢Freesia（フリジア）｣（共同作詞・水城ゆう名義）
- カオスフィールド エクスパンデッド ｢CHAOSFIELD SPECIAL BONUS CD Vol.2 -25mg Featuring Fue-｣（リーディング音声・Fue.名義）
- 超光戦士シャンゼリオン 第19話「ご令嬢、これ異常」（1996年） - 麗華の声
- 忙しい人のための幻想郷シリーズ（パチュリー・ノーレッジ）
- 火曜サスペンス劇場・名無しの探偵シリーズ11 「ガラスの少女」（1995年、日本テレビ）

### シリーズ一覧
1. ↑  シーズン1（2021年）、シーズン2（2022年）

### ユニットメンバー
1. ↑  丹下桜、笠原留美、永島由子、新山志保、柳瀬なつみ